# 广州酒家
廣州酒家，是廣東省廣州市荔灣區的一間著名酒家，其總店位於文昌南路與上下九步行街交匯處。酒家起源自1935年創立的廣州大酒家，以經營粵菜和中秋月餅而聞名，有「食在廣州第一家」的美譽。文化大革命后酒家沿用现名。1983年7月进行改造装修，1991年成立广州酒家集团公司，2005年9月被公布为广州市登记保护文物单位。先后被评为中华老字号、全国十佳酒家等称号。1930年代曾在香港石塘咀電車路置有分店，於1981年結業，此店在中華人民共和國成立後已與廣州本舖沒有關連。

## 历史
1935年，光复南路英记茶庄店主陈星海看中文昌路同上下九交界的洪圣庙旧地，于1937年在此创设西南大酒家。當時是重金礼聘“南国厨王”钟权及当时点心界“四大天王”中的禤东凌、李应、区标掌厨，酒家随即声名鹊起，吸引不少社会贤达光顾，当时的广州商会会长邹殿邦更订造“广州第一家”牌匾相赠。1938年日军攻陷广州，酒家毁于火灾。1939年，创始人陈星海、关乐民四方筹措，与广州“第二代茶楼王”之称的谭晴波、建筑商骆衡川、行业中人陈中汉等集得108股合计5.4万元重建复业，并取“食在广州”之意将“西南酒家”更名为广州大酒家。著名将领蔡廷锴更为“广州大酒家”题字“饮和食德” 。

### 中華人民共和國成立後
1951年2月，蔡伟汉等股东发起筹资后恢复经营。1950年代末困难时期，资源缺乏，廣州市人大在广州大酒家搞酒会时，后来的酒家领导、当时仍是厨师的陈明，就操刀弄出“番薯宴”作宴全部番薯菜式的造型、味道、款式都不一样。1956年2月被公私合营。
改革开放后，1983年，广州酒家引进香港经营方式进行全面革新，贷款400万元用于门店改造装修，在餐饮系统率先实行公开招工，又加强内部管理，制定食品质量标准，提出了“顾客至上、质量第一”的要求。1986年，在广州十八甫路创办全市首家“超级西饼屋”，并在广州恩宁路开设餐饮连锁店，开创了中國國内中餐酒家连锁经营的先河。2017年，在上海证券交易所主板上市，成为广东省内首家上市的饮食集团企业。2018年，在湖南湘潭、广东梅州投建食品生产基地，收购广东茂名本土烘焙企业“粮丰园”。2019年，全资收购广州另一餐饮老字号“陶陶居”。
2023年3月21日，广州酒家文昌店暂停营业，启动改造工程，预计耗时18个月。除重点改善就餐环境、管理效能外，该店还将升级改造成为集全场景体验、多空间联动、跨界文创于一体的粤菜文化博物馆。

## 現代營運架構
在現代其由廣州市政府所屬的廣州酒家集團股份有限公司（英語：Guangzhou Restaurant Group Co., Ltd.，上交所：603043）控制，直营近20家餐饮分店，另有生產广式月饼、腊味、糕点及速冻食品。

### 旗下品牌

#### 餐饮
- 广州酒家：主营经典传统粤菜
- 天极品：主营高端精品粤菜
- 陶陶居
- 星樾城：主营东南亚风味菜系

#### 食品

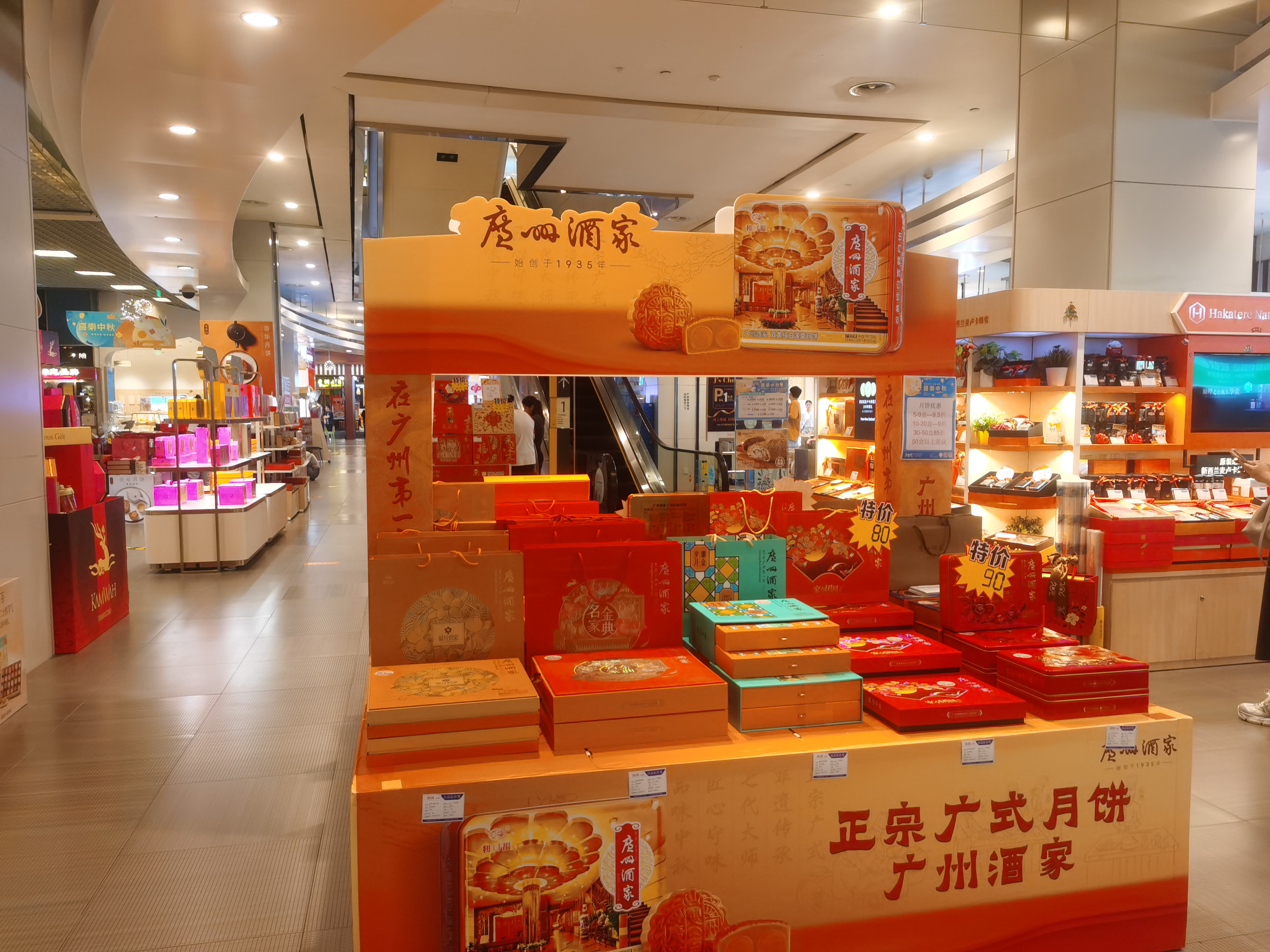
广州酒家月饼

- 广州酒家月饼
- 利口福（速冻食品、糕点、粽子、面包）
- 秋之风（腊味）
- 粮丰园（西点、月饼）
- 造酥（酥饼）

#### 招牌菜
- 文昌雞

### 各分號

广州酒家白云机场2号航站楼分店

部分分店如下表：
  营业中 
  停止营业 
| 分店       | 位置                                              |
| ---------- | ------------------------------------------------- |
| 濱江路店   | 海珠區濱江西路20號                                |
| 體育東店   | 天河區體育東路112號百福广场                       |
| 五羊店     | 越秀區五羊新城明月一路9號                         |
| 東山店     | 越秀區東山大街1號                                 |
| 江畔紅樓店 | 荔灣區大坦沙海角紅樓附近                          |
| 黃埔店     | 黃埔區海員路39號                                  |
| 同福店     | 海珠區同福中路309號之五                           |
| 敦和店     | 海珠區廣州大道南穗和南街6號1——5樓                 |
| 白雲店     | 白雲區白雲新城雲霄路353號（五號停機坪廣場A區3樓） |
| 越華店     | 越秀區越華路112號珠江國際大廈5-6樓                |
| 臨江大道店 | 天河區珠江新城臨江大道57號2樓                     |
| 逸景店     | 海珠区逸景西路464——466號（珠江國際紡織城）6樓     |
| 花都店     | 花都区公益路                                      |